# Пики (масть)
Пи́ки (ви́ны) — чёрная карточная масть.

## Аналоги в нестандартных колодах
- В немецкой колоде: листья (нем. Laub) — см. также листья (масть).
- В швейцарской колоде: щиты.
- В итало-испанской колоде: мечи.
- В картах таро: мечи или шпаги[2].

## Значения в иностранных языках
- англ. Spades — лопаты
- нем. Pik — горный пик, горная вершина
- фр. Pique — пики, копья
- исп. Picas — пики, копья
- итал. Picche — пики, копья
- груз. ყვავი и арм. ագռավ — ворона (в Армении применяется также наименование «ղառ»)
- пол. Pik — пик
- в России, Польше и Украине применяется также наименование «вини»

## Коды символа масти при наборе текстов
Unicode — U+2660 и U+2664
♠ ♤
HTML — &#9824; (или &spades;) и &#9828;
♠ ♤

## Культурное влияние
- «Пиковая дама» — повесть А. С. Пушкина.
- «King of spades» (король лопат) — прозвище американского генерала Роберта Ли в 1862 году, связанное с его распоряжением по возведению земляных укреплений вокруг Ричмонда.
- «Пиковый валет» — авантюрно-детективная повесть Бориса Акунина
- В 2003 году во время вторжения США в Ирак тузом пик в специальной колоде самых разыскиваемых иракцев был Саддам Хусейн.
- Белый пиковый туз (во время Второй мировой войны) — отличительный знак (на правой стороне каски) воинов 506-го парашютного полка 101-й воздушно-десантной дивизии армии США.
- Пиковый туз (во время Второй мировой войны) — эмблема и название 53-й истребительной эскадры Люфтваффе.
- Карта пикового туза крепилась на каске военнослужащих США во время Вьетнамской войны.
- Карта США на синем пиковом тузе и самолёт U-2 — эмблема проекта «SPADE» (Stratospheric Photochemistry, Aerosols and Dynamics Expedition).
- Песня «Ace of Spades» («Туз пик») с одноимённого альбома группы Motörhead.
- В видеоигре Fallout: New Vegas есть персонаж с прозвищем «Десятка пик»
- В видеоигре DELTARUNE (спин-офф UNDERTALE) финальный босс первой главы — Пиковый Король, также его сын Лансер — Пиковый Валет.
- Пиковый туз играл ключевую роль в сюжете новеллы «Terrore al castello/Nuit de terreur» («Ночь ужасов», «Ужас в замке», «Замок ужасов», «Туз пик») сериала «Stasera Fernandel» («Сегодня вечером Фернандель») 1969 года выпуска[3].

## Интересные факты
- Поскольку пиковый туз идёт первым в нераспечатанной колоде, то нередко на нём размещают логотип производителя колоды или казино.